# Ferrovia Norimberga-Monaco
La ferrovia Norimberga-Monaco (in tedesco Schnellfahrstrecke Nürnberg–Ingolstadt–München) è una linea ferroviaria tedesca ad alta velocità che unisce la città di Norimberga a Monaco di Baviera passando per Ingolstadt.
È lunga 171 km e segue per la massima parte il percorso dell'autostrada A9.

## Caratteristiche

### Percorso
| Station on track |

| Unknown route-map component "LSTR" |

| Unknown route-map component "ABZgl" |

| Unknown route-map component "SKRZ-Au" |

| Unknown route-map component "hKRZWae" |

| Unknown route-map component "SKRZ-Au" |

| Station on track |

| Enter and exit tunnel |

| Unknown route-map component "hKRZWae" |

| Enter and exit tunnel |

| Enter and exit tunnel |

| Small bridge over water |

| Station on track |

| Small bridge over water |

| Enter and exit tunnel |

| Enter and exit tunnel |

| Enter and exit tunnel |

| Enter and exit tunnel |

| Enter and exit tunnel |

### Esplicative
1. ↑  Abbreviazione di Hauptbahnhof, letteralmente "stazione principale".
2. ↑  Abbreviazione di Abzweig, "bivio".

### Bibliografiche
1. ↑  (DE) Eisenbahnatlas Deutschland. Ausgabe 2009/2010, Schweers + Wall, 2009, ISBN 978-3-89494-139-0.